# Назарбаев, Нурсултан Абишевич
Нурсулта́н Аби́шевич Назарба́ев (каз. Нұрсұлтан Әбішұлы Назарбаев/ Nūrsūltan Äbışūly Nazarbaev МФА: [nʊrsʊlˈtɑn æbəʃʊˈlɯ nɑzɑrˈbɑ.jɪf]о файле; род. 6 июля 1940, село Чемолган, Каскеленский район, Алма-Атинская область, Казахская ССР, СССР) — советский и казахстанский государственный и политический деятель, руководивший Казахстаном с 1989 по 2019 год.
Первый секретарь ЦК КП Казахстана (1989—1991). Президент Казахской ССР (1990—1991). Первый президент Республики Казахстан с 16 декабря 1991 по 20 марта 2019 года. Избирался главой государства на выборах в 1991, 1999, 2005, 2011, 2015 годах. Покинув пост президента, сохранил за собой посты главы Совета безопасности Казахстана, председателя Ассамблеи народа Казахстана и председателя правящей партии «Нур Отан», а также остался членом Конституционного совета Казахстана. Председатель Ассамблеи народа Казахстана (1995—2021). Председатель политической партии Нур Отан (2007—2022). Председатель Совета безопасности Республики Казахстан (1991—2022). Член Конституционного совета Казахстана (2019—2023).
В период правления Назарбаева Казахстан приблизился к авторитарному режиму, который характеризовался культом личности, серьезными нарушениями прав человека, подавлением инакомыслия, проведением несвободных и несправедливых выборов. Являлся лидером Казахстана с 22 июня 1989 года (до 24 апреля 1990 года как первый секретарь ЦК КП Казахстана) по 19 марта 2019 года, или 29 лет, 8 месяцев и 26 дней, дольше него на всём постсоветском пространстве у власти находились только Александр Лукашенко и Эмомали Рахмон. С 2010 года носил официальный титул Первого Президента Республики Казахстан — Елбасы (Лидера нации), которого в итоге был лишён по результатам заседания парламента РК в январе 2023 года.
Председатель Верховного Совета Казахской ССР (1990). Председатель Совета Министров Казахской ССР (1984—1989). Член ЦК КПСС (1986—1991); член Политбюро ЦК КПСС (1990—1991). Секретарь ЦК Коммунистической партии Казахстана (1979—1984). Депутат Верховного Совета СССР 10-11-го созывов (1979—1989) от Северо-Казахстанской области. Народный депутат СССР (1989—1991).

## Профессиональная и партийная деятельность

### Начало карьеры
Родился 6 июля 1940 в селе Чемолган Каскеленского района Алма-Атинской области Казахской ССР в семье Абиша (1903—1971) и Альжан (1910—1977). В 1957 году окончил среднюю школу имени Абая в городе Каскелене.
Узнав о комсомольском наборе на Всесоюзную стройку металлургического комбината в Темиртау, Нурсултан Назарбаев принял решение стать металлургом. Первые два месяца в 1958 году жил в общежитии в посёлке Токаревка в 15 километрах от города Темиртау Карагандинской области. Учился на Украине в ПТУ № 8 при Днепровском металлургическом заводе в Днепродзержинске, которое окончил в 1960 году. В 1960 году устроился рабочим стройуправления треста «Казметаллургстрой» в городе Темиртау. 3 июля 1960 года была запущена первая в Казахстане и Средней Азии доменная печь, Назарбаев принимал участие в плавке первого казахстанского чугуна. Затем работал на Карагандинском металлургическом комбинате чугунщиком разливочных машин, горновым доменной печи, диспетчером, газовщиком, старшим газовщиком доменного цеха. С ноября 1962 года и до распада СССР был членом Коммунистической партии Казахстана (партия была в составе КПСС; 7 сентября 1991 года КПК была официально распущена). В 1967 году окончил ВТУЗ при Карагандинском металлургическом комбинате.

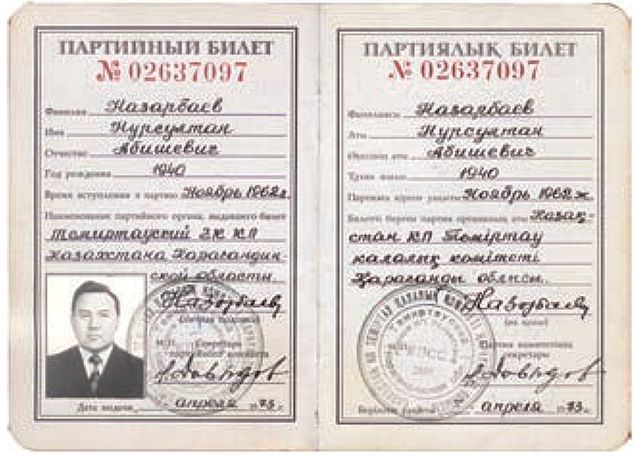
Партийный билет Назарбаева, 1973 год

С 1969 по 1973 год был на партийной комсомольской работе в Темиртау. В 1973—1978 — секретарь парткома Карагандинского металлургического комбината, фактически Назарбаев стал вторым после директора комбината лицом на предприятии, где работали 30 тысяч человек. По воспоминаниям Назарбаева, завышенных амбиций у него не было и особой страсти к руководящим должностям он не испытывал, но с юных лет сформировалась привычка быть всегда первым. В качестве руководителя он в этот период набирался опыта общения — от начальников цехов до министров.
По некоторым утверждениям, Нуртас Ундасынов, в то время пенсионер союзного значения, экс-Председатель Президиума Верховного совета Казахской ССР и экс-Председатель Совета народных комиссаров / Совета министров Казахской ССР, "через свои связи в аппарате ЦК КПСС рекомендовал работавшего в то время в городе Темиртау Нурсултана Назарбаева своему ученику, тогдашнему Первому секретарю ЦК КП Казахстана, члену Политбюро ЦК КПСС Динмухамеду Кунаеву, а в 1977 году организовал для секретаря ЦК КП Казахстана Нурсултана Назарбаева аудиенцию у второго секретаря ЦК КПСС Михаила Суслова, который на прощание сказал Н. А. Назарбаеву: «Ты в безопасности. Я буду тебя защищать».
В 1978—1979 — секретарь, второй секретарь Карагандинского обкома партии. В 1979 году был избран секретарём Центрального Комитета Компартии Казахстана.

### Председатель Совета Министров Казахской ССР. Первый секретарь ЦК КП Казахстана

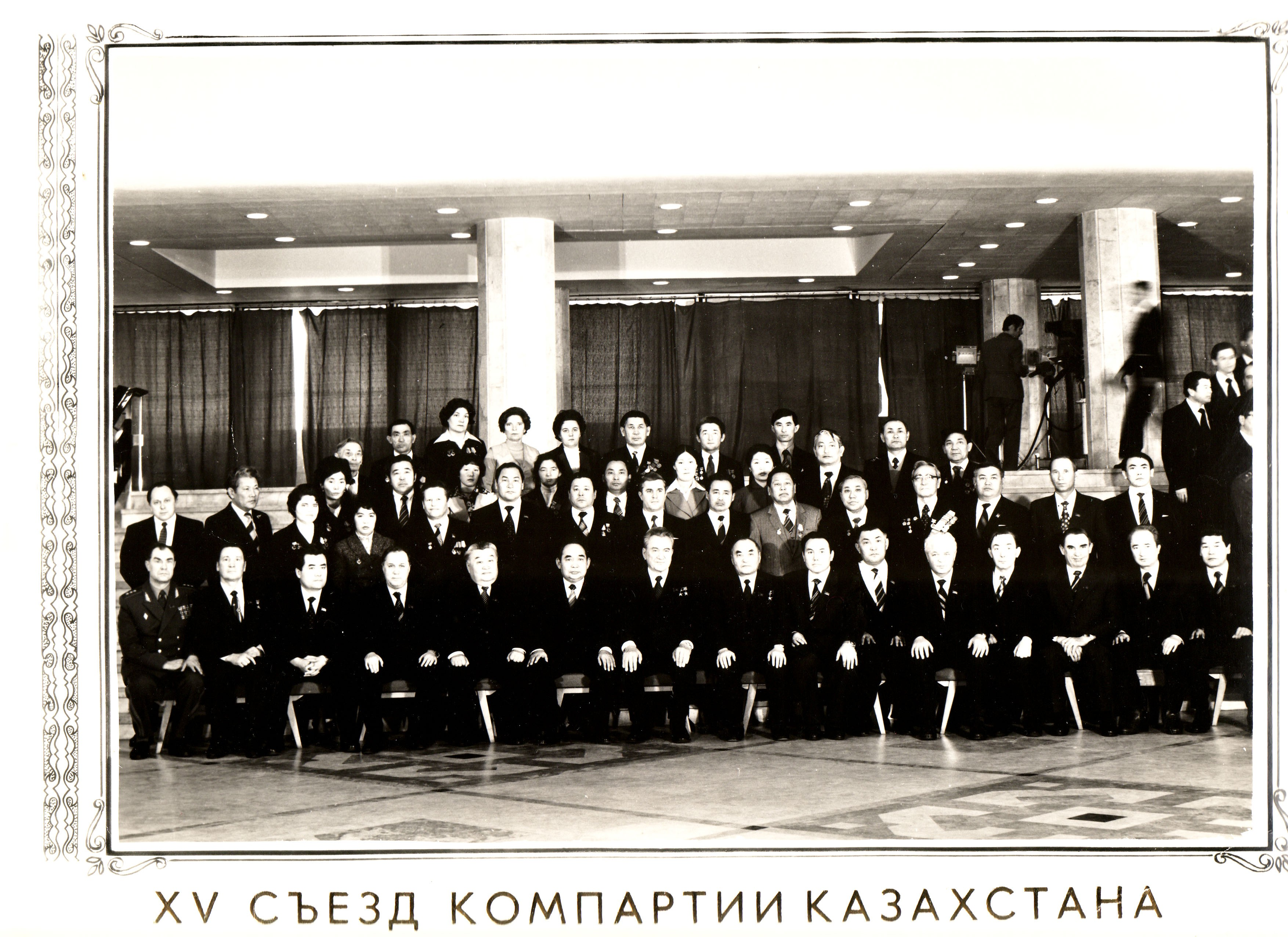
Кунаев и Назарбаев на XV съезде компартии Казахстана

В 1984—1989 — Председатель Совета Министров Казахской ССР, стал в 44 года самым молодым руководителем правительства союзной республики.
В декабре 1986 года в столице республики Алма-Ате начались беспорядки, вызванные тем, что на пост Первого секретаря ЦК Компартии Казахстана вместо Динмухамеда Кунаева был избран Геннадий Колбин, не проживавший ранее в Казахстане. Молодёжные демонстрации были жестоко подавлены, участники событий были репрессированы и реабилитированы только в 1989—1991 годах.
В 1989—1991 — первый секретарь Центрального Комитета Компартии Казахстана. В 1989—1992 годах — народный депутат СССР. В феврале — апреле 1990 — одновременно Председатель Верховного Совета Казахской ССР. С 14 июля 1990 по 23 августа 1991 — Член Политбюро ЦК КПСС. Член Центральной ревизионной комиссии КПСС (1981—1986). Член ЦК КПСС (1986—1991).

## Президент Казахстана

### 1990—1999 годы: первый срок

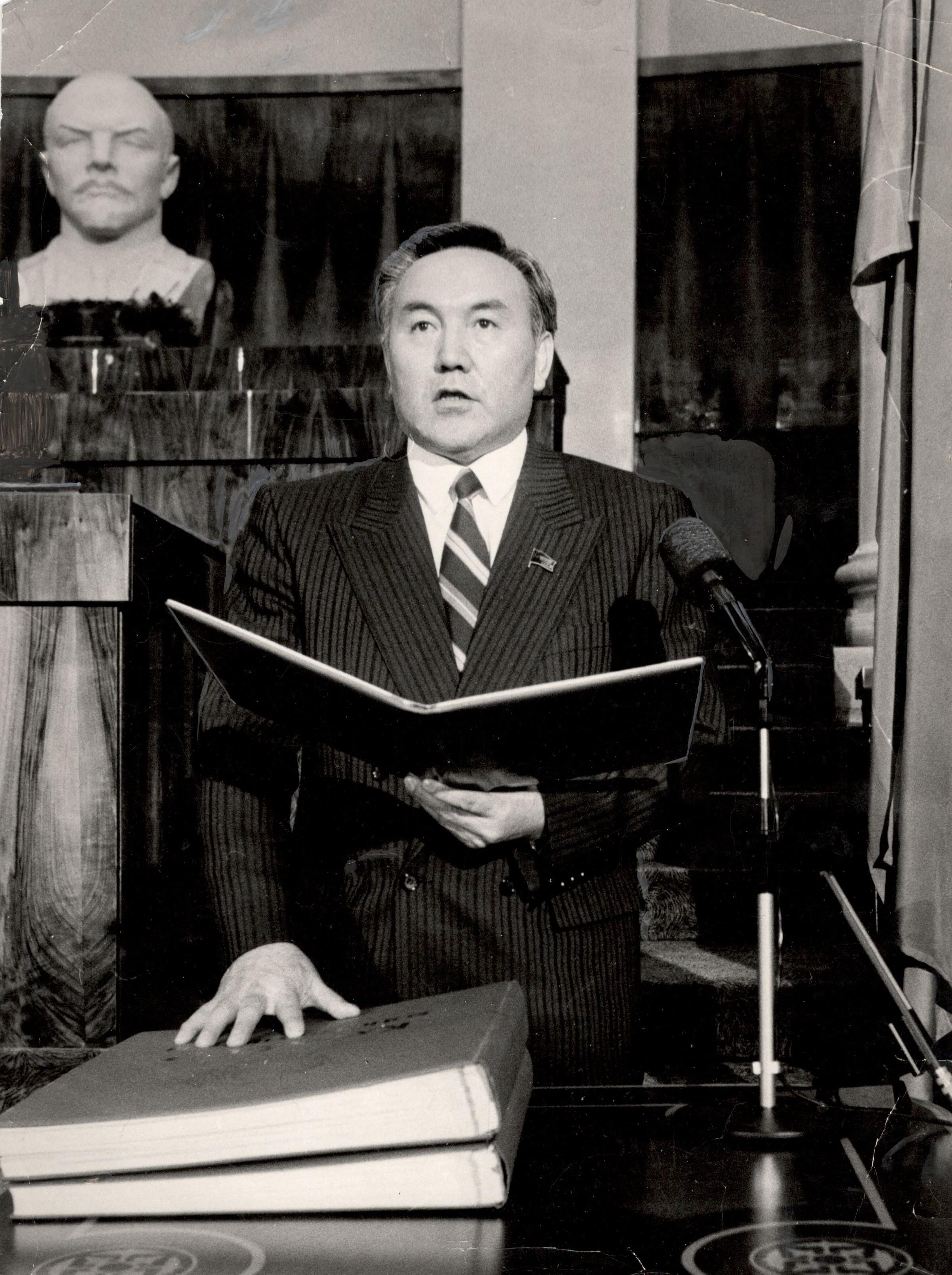
Назарбаев приносит присягу, 10 декабря 1991 г.

24 апреля 1990 года Верховным Советом Казахской ССР на сессии была учреждена должность Президента Казахской ССР и был избран Нурсултан Назарбаев.
Летом 1991 года в ходе подписания нового Союзного договора с М. Горбачёвым и Б. Ельциным была достигнута договорённость, что Назарбаев может занять пост председателя правительства Союза Суверенных Государств, однако Августовский путч ГКЧП помешал этим планам. Назарбаев выступал за превращение СССР в конфедерацию.
28 августа на Пленуме ЦК КП Казахстана президент Назарбаев заявил о своём выходе из КПСС. 1 декабря 1991 года состоялись первые всенародные выборы президента Казахской ССР с участием одного кандидата, в результате которых Назарбаев получил поддержку 98,7 % избирателей.
10 декабря КазССР была переименована в Республику Казахстан. 16 декабря 1991 года Верховный Совет Казахской ССР принял Закон о государственной независимости Республики Казахстан, и Нурсултан Назарбаев стал первым президентом Республики Казахстан. Через 5 дней он в этом статусе подписал Алма-Атинскую декларацию о целях и принципах СНГ, подтвердившую упразднение СССР.

#### Политический кризис и роспуск Верховного Совета
В 1993 году в Казахстане возник конфликт между Назарбаевым и Верховным Советом Казахстана, напоминавший политический кризис в России в том же году. Президент Н.Назарбаев предпринимал усилия по ослаблению влияния парламента и манипулированию им. Под его давлением Верховный Совет был вынужден самораспуститься в декабре 1993 г., однако незадолго до этого почти 200 из 350 его депутатов подали в отставку, протестуя против предстоявшего неизбежного роспуска. В марте 1994 г. в Казахстане прошли первые парламентские выборы периода независимости. Наблюдатели ОБСЕ оценили выборы как несправедливые, указав на завышенные цифры принявших участие в голосовании.
В марте 1995 года Назарбаев в результате политического кризиса снова распустил Верховный Совет Казахстана, в котором из большинства депутатов сформировалась оппозиция правительству, и фактически с марта по декабрь 1995 года президент осуществлял законодательную деятельность через свои указы. В 1995 году в результате состоявшегося 29 апреля референдума президентские полномочия Назарбаева были продлены до 2000 года. В августе 1995 года состоялся конституционный референдум, в результате которого была одобрена новая Конституция, значительно расширевшая президентские полномочия и заменившая Верховный Совет на двухпалатный Парламент Казахстана. До референдума этот вариант основного закона был раскритикован Конституционным судом Казахстана, однако впоследствии Конституционный суд тоже был ликвидирован в новой Конституции и заменен на Конституционный Совет. В декабре того же года прошли парламентские выборы, результатом которых стало избрание полностью лояльного президенту парламента. Международные и местные наблюдатели утверждали, что эти выборы были отмечены подтасовками и запугиванием. Например, на одном избирательном участке в Алма-Ате международные наблюдатели зафиксировали факт голосования 186 % избирателей от их зарегистрированного числа. В декабре 1995 года президент издал указ, расширивший президентские полномочия даже по сравнению с положениями новой конституции: Назарбаев предоставил себе право назначать парламентские выборы по своему усмотрению и отменять любой действующий закон.

#### Перенос столицы
Назарбаев был активным сторонником переноса столицы из Алма-Аты в Астану. 15 сентября 1995 года он подписал указ «О столице Республики Казахстан», в котором дал распоряжение образовать Государственную комиссию для организации работы по перемещению высших и центральных органов власти в город Акмолу. Акмола была объявлена столицей Казахстана 10 декабря 1997 года, 6 мая 1998 года столицу переименовали в Астану.

### 1999—2006 годы: второй срок
В октябре 1998 года Н. Назарбаев подписал Закон о поправках в Конституцию, увеличивший срок президентских полномочий с 5 до 7 лет, и назначил досрочные президентские выборы на 10 января 1999 года, на которых он одержал победу, набрав 79,78 % голосов избирателей. ОБСЕ отказалось присылать наблюдателей на данные выборы, обнаружив множество нарушений в процедуре и практике проведения выборов, в том числе было отмечено, что назначение членов избирательных комиссий на всех уровнях контролируется президентом и местными назначенными чиновниками.
В феврале 1999 года была создана «партия власти» «Отан», в которую были влиты различные существовавшие на тот момент пропрезидентские партии. В октябре того же года «Отан» впервые приняла участие в парламентских выборах, по результатам которых заняла 23 из 77 мест.
В июне 2000 года Конституционный совет постановил считать, что избрание Назарбаева президентом в 1999 году является его первым президентским сроком, а не вторым, поскольку предыдущие выборы проходили при старой Конституции.

### 2006—2011 годы: третий срок
4 декабря 2005 года Назарбаев был снова избран Президентом Республики Казахстан на семилетний срок, получив 91,15 % голосов избирателей.
В 2006 году партия «Отан» объединилась с Республиканской партией «Асар» (возглавляемой дочерью Назарбаева Даригой), Гражданской партией Казахстана и Аграрной партией Казахстана и сменила название на народно-демократическую партию «Нур Отан». В результате общая численность обновленной пропрезидентской партии приблизилась к 1 млн чел., что сделало ее партийным гигантом: такой массовой партии за всю историю независимого Казахстана еще не было. В 2007 году партию возглавил Нурсултан Назарбаев. В июне 2007 года Назарбаев распустил Мажилис и назначил досрочные выборы. В августе того же года партия «Нур Отан» одержала победу на парламентских выборах, получив 88,05 % голосов избирателей, и стала единственной партией в парламенте.
В мае 2007 году Назарбаев подписал поправки в Конституцию Казахстана, согласно которым срок президентских полномочий был уменьшен с семи до пяти лет, а он как первый президент получил право избираться на пост главы государства неограниченное число раз.
15 июня 2010 года за Назарбаевым официально закреплён статус Первого Президента Республики Казахстан — Елбасы.

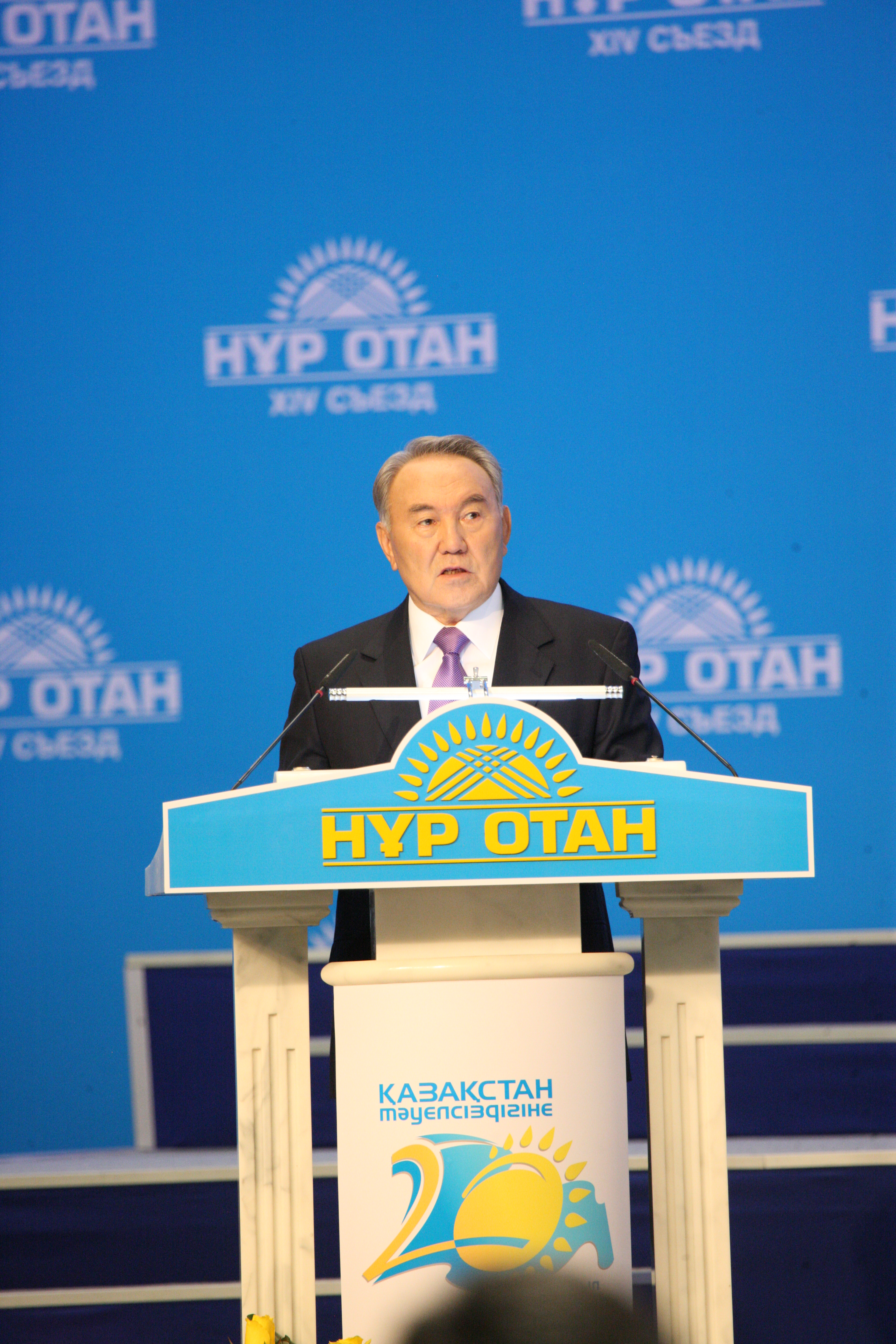
Президент Казахстана Нурсултан Назарбаев на съезде партии «Нур Отан», 2011 г.

23 декабря 2010 года на форуме в Усть-Каменогорске появилось предложение продлить полномочия президента страны до 2020 года и для этого провести общереспубликанский референдум. Одним из выступающих был Олжас Сулейменов. Уже 7 января 2011 года президент Казахстана Нурсултан Назарбаев отклонил предложения парламента республики о вынесении на республиканский референдум изменений и дополнений в Конституцию Республики Казахстан по продлению полномочий действующего президента без всенародных выборов до 2020 года. Сбор подписей продолжался, и на 13 января 2011 было собрано 5 миллионов 16 тысяч подписей в поддержку этой инициативы. 14 января 2011 года парламент Казахстана единогласно принял поправки в конституцию. 31 января Конституционный совет Казахстана признал закон о замене выборов на референдум неконституционным. В этот же день выступая с обращением к народу, президент согласился с решением Конституционного совета и предложил провести досрочные президентские выборы.

### 2011—2015 годы: четвёртый срок
3 апреля 2011 года на досрочных президентских выборах был в четвёртый раз переизбран Президентом Казахстана сроком на пять лет. По окончательным данным Центризбиркома, Нурсултан Назарбаев набрал 95,5 процента голосов. Международные наблюдатели на выборах отметили многочисленные случаи вбросов бюллетеней, запугивания избирателей и отсутствие прозрачности.

#### Протесты в Мангистауской области
В декабре 2011 года в Мангистауской области на юго-западе Казахстана произошли массовые протесты работников нефтяных компаний, требовавших увеличения заработной платы. 16 декабря 2011 года в городе Жанаозен во время празднования 20-летия независимости Казахстана произошли столкновения протестующих с полицией. Сотрудники полиции открыли огонь, в результате чего по меньшей мере 15 безоружных мирных жителей были убиты и почти 100 ранены. Последующий суд над демонстрантами выявил массовые пытки над задержанными, в том числе их душили полиэтиленовыми пакетами, подвешивали за волосы и угрожали изнасилованием. После разгона протестующих Назарбаев использовал этот инцидент для ареста связанных с забастовщиками видных лидеров оппозиции, которые были обвинены в «разжигании социальной ненависти».

### 2015—2019 годы: пятый срок

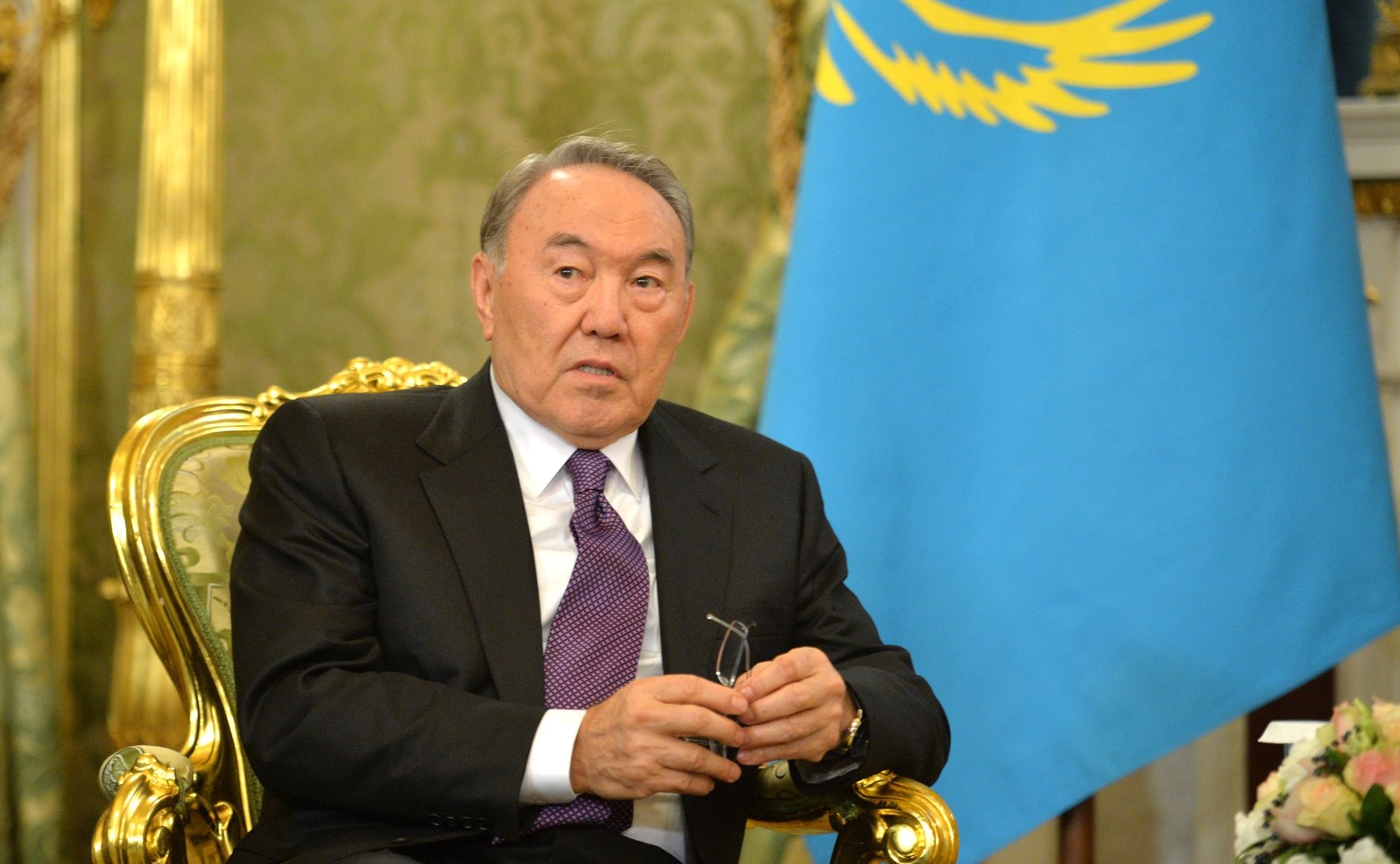
Нурсултан Назарбаев в 2015 году

В марте 2015 года Назарбаев был зарегистрирован кандидатом в президенты для участия в досрочных президентских выборах Республики Казахстан 26 апреля 2015 года. Набрал 97,75 % голосов. Позднее на своей пресс-конференции он заявил: «Я сказал, что извиняюсь, что для супердемократических государств эти цифры неприемлемы — 95 % участия, более 97 % за меня. Но я ничего не мог сделать. Если бы я вмешался, я был бы недемократичным». Наблюдатели ОБСЕ зафиксировали на выборах серьезные нарушения в процессе голосования и подсчета голосов, случаи вброса бюллетеней, отсутствие реальной оппозиции и ограничения свободы слова.
В начале 2016 года было объявлено, что на аукционах будет продано 1,7 млн га сельскохозяйственных земель. Это вызвало небольшие протесты по всей стране, на которых участники митингов призывали Назарбаева остановить продажу земли из-за опасений, что она достанется иностранцам, особенно китайцам. Назарбаев ответил на претензии, назвав их «безосновательными» и предупредив, что все провокаторы будут найдены и наказаны.
В январе 2017 года Назарбаев предложил конституционные реформы, которые позволили бы парламенту играть бо́льшую роль в принятии решений, назвав это «последовательным и логичным шагом в развитии государства». 5 марта 2017 года парламент утвердил несколько поправок к Конституции, в результате которых президент больше не может игнорировать парламентские вотумы недоверия, а законодательная власть получила возможность формировать правительство, реализуя государственные программы и политику. Действия Назарбаева рассматривались как способ обеспечить мирную передачу власти.
В 2017—2018 годах в статьях «Взгляд в будущее: модернизация общественного сознания» и «Семь граней Великой степи» Назарбаев на основе собственной теории «нового евразийства» сформулировал историческую политику Казахстана, в рамках которой включение казахских земель в состав Российской империи было расценено как негативное событие.

#### Отставка
19 марта 2019 года подписал указ о сложении полномочий президента с 20 марта 2019 года по собственному желанию. В своём обращении к народу Назарбаев заявил:

Я принял решение прекратить свои полномочия в качестве Президента. В этом году исполнится 30 лет, как я занимаю самый высокий пост. Народ дал мне возможность быть первым президентом независимого Казахстана.

Полномочия президента, согласно Конституции Республики Казахстан, перешли к председателю сената Парламента страны Касым-Жомарту Токаеву, который принял присягу 20 марта на совместном заседании палат Парламента Казахстана. Назарбаев после этого сохранил за собой посты председателя Ассамблеи народа Казахстана, главы Совета безопасности страны, члена Конституционного совета Казахстана и председателя правящей партии «Нур Отан».

### Внешняя политика
Одним из первых решений Назарбаева в качестве президента было закрытие Семипалатинского ядерного полигона и последующий за ним отказ от 4-го в мире арсенала ядерного оружия. Казахстан стал одним из активных участников всех договоров и институтов в области ядерного нераспространения.
В 1990-х годах президент объявил о многовекторном характере внешней политики Казахстана, то есть развитие дружественных отношений со всеми странами, играющими существенную роль в мировых делах. За время президентства Казахстан установил дипломатические отношения со 130 государствами. В рамках региональной интеграции Назарбаев делал ставку на возрождения торгово-экономических отношений между бывшими республиками СССР, сугубо экономический характер Евразийского экономического союза.

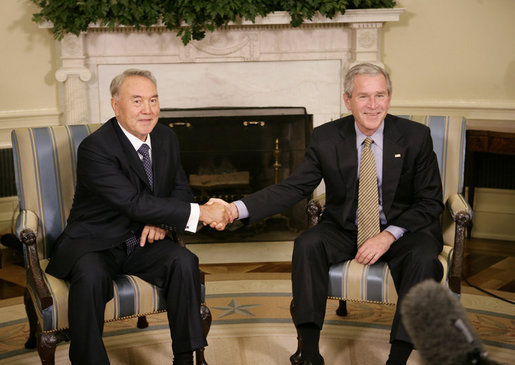
Встреча Назарбаева с президентом США Джорджем Бушем-младшим

Казахстан принял активное участие в деятельности международных организаций. В 2010 году Казахстан председательствовал в ОБСЕ, в 2011 году — в Организации исламского сотрудничества. С первых дней активно участвовал в работе Шанхайской организации сотрудничества, в 2010—2011 годах был её председателем. В 2016 году страна была избрана непостоянным членом Совета Безопасности ООН на 2017—2018 годы.
В 2015 году Фондом Нурсултана Назарбаева была организована международная дискуссионная площадка Astana Club, на которой ежегодно собираются политические деятели, дипломаты и эксперты аналитических центров США, России, Китая, стран Европы, Ближнего Востока и Азии с целью обсуждения глобальных тенденций и поиска решений проблем, оказывающих влияние на весь мир и евразийский регион.
В качестве мирного посредника Назарбаев выступал во время Карабахского конфликта в 1987 году, в украинском кризисе 2014 года, Астанинском процессе по Сирии и другим международным конфликтам.
В 2011 году Назарбаев предложил создать новую коммуникационную площадку G-Global, так как, по его мнению, форматы G-20 и G-8 не решали вопрос мирового антикризисного плана. Идея G-Global заключается в том, что судьбоносные мировые решения должны приниматься на основе демократичных принципов с участием максимального числа стран и граждан планеты. С этой целью была создана международная информационно-коммуникационная платформа в интернете для обсуждения проблем, включая вопросы лидерам стран или экспертам и их ответы.
В 2017 году в Астане с участием 112 государств была проведена Всемирная выставка ЭКСПО-2017, посвящённая теме альтернативной энергетики. После завершения выставки на её месте проведения был открыт Международный финансовый центр «Астана».

### Социально-экономическое развитие
После распада СССР за 4 года объём промышленного производства в Казахстане сократился вдвое, сельское хозяйство — на 30 %, были остановлены многие крупные предприятия. За время руководства Казахстаном объём экономики страны (ВВП) вырос в 15 раз, доходы населения в 9 раз в долларовом выражении, бедность сократилась на 90 % (в 10 раз). На 2018 год в общем объёме промышленности обрабатывающий сектор превысил 40 %. Объёмы ввода жилья в Казахстане превысили 10 миллионов квадратных метров в год, обеспеченность жильём на одного жителя выросла до 21,8 м².
В 1997 году президент представил Стратегию развития «Казахстан-2030». Одной из её целей стал экономический рост, базирующийся на открытой рыночной экономике с высоким уровнем иностранных инвестиций и внутренних сбережений. Под руководством президента был создан Совет иностранных инвесторов. За 1993–2006 годы Казахстан привлёк 51,2 млрд долларов США прямых иностранных инвестиций (более 80 % от всех в Центрально-Азиатском регионе).

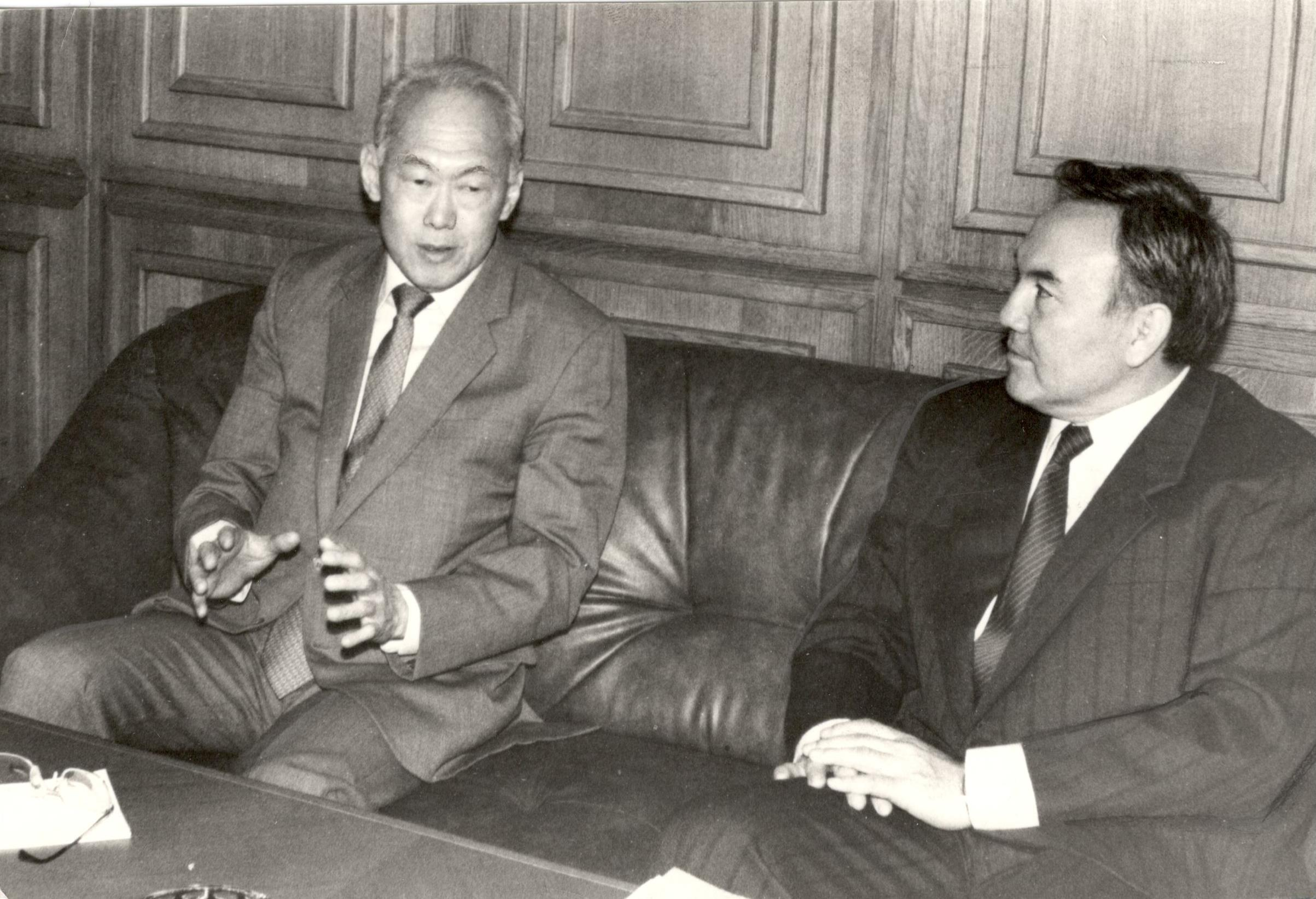
Встреча Назарбаева и Ли Куан Ю

Для обеспечения макроэкономической стабильности был создан Национальный фонд Республики Казахстан за счёт накопления части нефтяных доходов страны.
В образовании был объявлен принцип трёхъязычия, чтобы выпускники по окончании владели в совершенстве казахским, русским и английским языками. В 1993 году президентом была начата образовательная программа «Болашак», в рамках которой по конкурсу выпускников школ отправляли учиться за рубеж на государственные стипендии. По программе было подготовлено более 15 тысяч специалистов. В 2010 году по инициативе президента были открыты Назарбаев Университет и Назарбаев Интеллектуальные Школы.
В системе здравоохранения был осуществлён поэтапный переход на систему обязательного социального медицинского страхования (ОСМС), основанную на солидарной ответственности населения, государства и работодателей.
В 2010 году указом президента была утверждена Государственная программа по форсированному индустриально-инновационному развитию Республики Казахстан для диверсификации и повышения конкурентоспособности экономики путем развития несырьевого сектора экономики и улучшения благосостояния народа за счёт роста доходов.
В декабре 2012 года была разработана программа развития Казахстана до 2050 года с целью войти в число 30 самых развитых стран.
В ответ на глобальный экономический кризис, начавшийся в 2008 году, Назарбаевым была инициирована новая экономическая политика Казахстана «Нұрлы Жол». Программа антикризисных мероприятий была сконцентрирована на 5 основных направлениях: стабилизации финансового сектора; решении проблем на рынке недвижимости; поддержке малого и среднего бизнеса; стимулировании агропромышленного комплекса; реализации индустриальных и инфраструктурных проектов. Одной из важных задач антикризисной программы стала социальная защита населения, включая сдерживание инфляции и роста цен на основные продукты питания, повышение заработной платы работникам бюджетной сферы, повышение социального обеспечение незащищенных слоев населения: пенсионеров, инвалидов, сирот, путём повышения пенсий по возрасту, пенсий по инвалидности, пособий по утере кормильца.

### Права человека
В 1990-е годы Казахстаном были ратифицированы конвенции о правах детей, о ликвидации всех форм дискриминации в отношении женщин. Согласно докладу американской организации «Freedom House» за 2019 год страна имела рейтинг демократии в 22 балла.
В 2003 году указом президента Нурсултана Назарбаева была создана Комиссия по правам человека при президенте Казахстана.
В 2014 году после переговоров с президентом Франции Франсуа Олландом Назарбаев на пресс-конференции сказал, что живущие в Казахстане представители десятков национальностей «имеют одинаковые права, защищены их языки, культуры» и «школы работают на 18 языках». По словам президента Казахстана, 40 конфессий религиозных действуют в стране «совершенно свободно».
Некоторые правозащитные организации указывают на нарушение отдельных прав в Казахстане, согласно The Guardian, Назарбаев установил авторитарный режим.

### Критика
На выборах 2015 года, в которых Нурсултан Назарбаев принимал участие в последний раз в качестве кандидата, наблюдатели от миссии ОБСЕ отметили высокий уровень организации, но при этом недостаток выбора оппозиционных кандидатов.
Некоторые политики, журналисты, такие как Жасарал Куанышалин и другие, отмечают культ личности Назарбаева. По словам журналиста Дилярам Аркин, культ личности Назарбаева начинает распространяться и за пределы Казахстана.
Болат Рыскожа:

Казахстан давно живёт при культе личности Назарбаева, говорят оппоненты президента. Однако его сторонники, они же партийные соратники, с этим не согласны. Но есть и мнения, что в культе личности виноват сам простой народ.

В свою очередь, ряд политиков и журналистов отрицает существование культа личности, так как конституционная реформа Назарбаева во внутренней политике была направлена на перераспределение ответственности между ветвями власти.
Например, экс-депутат Мажилиса Парламента Ахмед Мурадов отвергал наличие культа личности Назарбаева:

Это надо усиленно напрячь воображение, чтобы до этого додуматься. В 2017 году по инициативе Нурсултана Абишевича мы в парламенте рассмотрели все законы по конституционной реформе по перераспределению полномочий от президента к парламенту и правительству. О каком культе личности можно говорить? Поэтому я полагаю, что те, кто знает законодательные нормы, не могут так сказать. А если у кого есть личные восприятия [культа], пусть почитают больше литературы, чтобы получше ознакомиться с работой самого президента.
Сам Назарбаев на вопрос, как он относится к критике, отвечал:
Поэтому так я отношусь к этой критике: мы делаем из нее выводы, исправляем ошибки, постепенно движемся по пути демократизации нашего общества. У нас после такого тоталитарного режима, слава Богу, есть свободные выборы всенародного президента, свободные выборы парламента по партийным спискам. В результате победившие партии формируют правительство, контролируют исполнительные органы, парламент контролирует назначение судей, прокуратуры и так далее. То есть с последними изменениями в Конституции наша страна стала президентско-парламентской.
В докладе Chatham House 2019 года отмечается, что наиболее ценные экономические активы принадлежали либо семье Назарбаева, либо особо приближенным к нему лицам. Старшая дочь Назарбаева Дарига Назарбаева, его зять Тимур Кулибаев (муж второй дочери Назарбаева, Динары) и его племянник, Кайрат Сатыбалды, а также их супруги, дети и близкие, влияли на значительную долю экономики Казахстана. В 1998 году правительство приостановило приватизацию нефтяного сектора после нескольких лет фракционной борьбы, что позволило Кулибаеву захватить контроль над важными нефтегазовыми структурами.

## Назарбаев после отставки

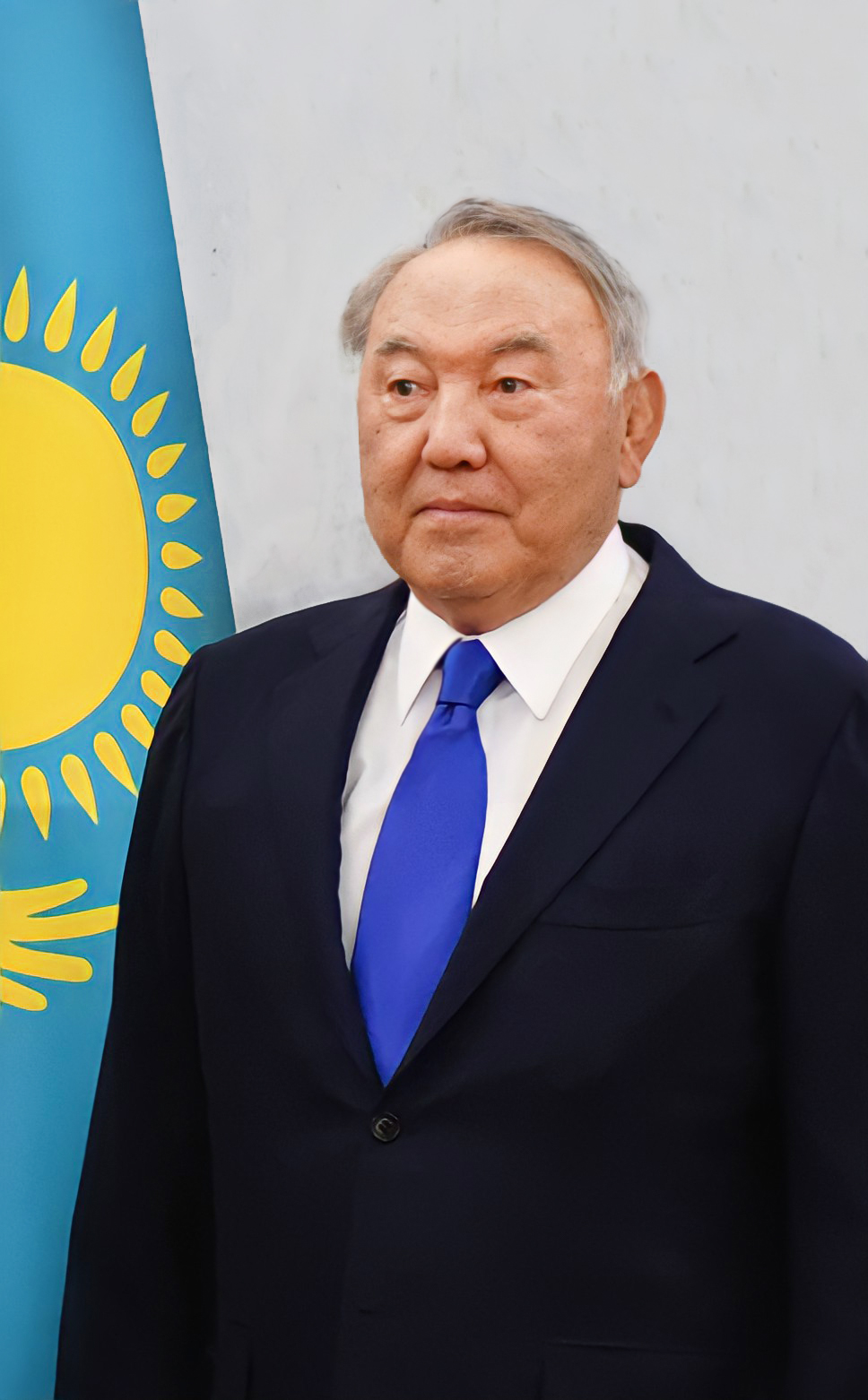
Нурсултан Назарбаев в 2021 году

После ухода в отставку с поста президента Республики Казахстан остался на высших государственных и партийных должностях. В 2021 году исполнилось 30 лет, как Нурсултан Назарбаев возглавлял Совет Безопасности республики. В 2020 году был 25-летний юбилей пребывания на должности Председателя ассамблеи народа Казахстана. Также на парламентских выборах 2021 года возглавил список партии «Нур Отан».
Также продолжил заниматься общественной деятельностью в рамках Фонда Первого Президента. В 2019 году фондом началась реализация программ по поддержке молодёжи «Ел үміті» и «Қамқорлық». Первая направлена на подготовку молодых менеджеров по управлению изменениями. В рамках программы участники получили возможность обучения в ведущих вузах и компаниях мира, а также прямого взаимодействия с правительством, отечественными и международными экспертами, которые выступают в качестве их наставников. По программе «Қамқорлық» были открыты центры реабилитации при больницах и кабинеты поддержки инклюзии при школах для оказания бесплатной комплексной реабилитации до 5 тыс. детей ежегодно.
В июне — июле 2020 года Нурсултан Назарбаев переболел коронавирусом. Во время пандемии коронавируса Нурсултаном Назарбаевым была инициирована национальная акция «Біз біргеміз!» («Мы вместе!»), в рамках которой была оказана помощь более 2,3 млн гражданам: продуктовые корзины нуждающимся семьям, волонтёрская помощь медицинским работникам, для малоимущих семей приобретали компьютеры для детей для дистанционного обучения и т. д.
28 апреля 2021 года Нурсултан Назарбаев передал Касым-Жомарту Токаеву полномочия председателя Ассамблеи народа Казахстана, которую он возглавлял с 1995 года, указав на необходимость продолжения интеграции всех этносоциальных групп в общеказахстанский социум. Назарбаеву было присвоено звание почётного председателя ассамблеи.
В апреле 2021 года по инициативе Назарбаева стартовала масштабная благотворительная акция «Елбасы жылуы». В рамках акции Фонд Нурсултана Назарбаева и благотворительный фонд «Дегдар» оказывают помощь малообеспеченным, многодетным семьям, семьям, воспитывающим детей с особыми потребностями, и семьям, в которых проживают участники Великой Отечественной войны. Каждая из 681 нуждающейся семьи получила товары весом около 132 кг.
23 ноября 2021 года заявил, что передаст полномочия председателя партии «Нур Отан» Касым-Жомарту Токаеву, поскольку, по его мнению, главой партии должен быть президент страны (был председателем партии до 28 января 2022 года).
28 декабря 2021 года Назарбаев вместе с Токаевым прибыл в Санкт-Петербург на саммит лидеров стран СНГ, где встретился с президентом России Путиным.

### Протесты в Казахстане (2022)
5 января 2022 года на фоне массовых протестов в стране, проходивших в том числе с требованиями ухода Назарбаева из политики, Токаев сменил его на посту председателя Совета Безопасности. Многочисленные родственники и приближенные Назарбаева стали терять свои посты в руководстве республики. С улиц начали исчезать указатели, таблички и цитаты с именем Первого Президента, из книжных магазинов убирают его книги и портреты. Как сообщил позже пресс-секретарь Назарбаева, тот сам принял решение передать пост председателя Совбеза президенту, так как беспорядки и террор требовали оперативного, жёсткого и бескомпромиссного ответа от руководства страны. 18 января экс-президент Назарбаев впервые после беспорядков записал видеообращение, в котором заявил, что слухи о противостояниях в элитах беспочвенны, он передал всю полноту власти Токаеву в 2019 году. Во время беспорядков Назарбаев находился в Нур-Султане и никуда не уезжал. До публикации заявления из-за того, что Назарбаев 3 недели не появлялся на публике и не выступил по поводу ситуации в стране, СМИ распространяли различные слухи, в том числе о состоянии экс-президента, о том, что он покинул страну после начала беспорядков, о перераспределении активов между элитами.
26 января 2022 года депутаты Сената (верхней палаты) парламента Казахстана одобрили законодательные поправки, отменяющие пожизненное председательство Нурсултана Назарбаева в Ассамблее народа Казахстана (АНК) и Совете безопасности.
10 января 2023 года Конституционный суд Республики Казахстан постановил признать утратившим силу закон «О Первом Президенте Республики Казахстан — Елбасы». И уже 13 января был принят соответствующий закон Парламентом в двух чтениях.
20 января 2023 года Назарбаев был госпитализирован, ему провели операцию на сердце (по другой версии, лечебно-диагностическую процедуру). Через четыре дня экс-президент был выписан, но на публике впервые появился только 19 марта на избирательном участке во время выборов в мажилис.

## Семья
Нурсултан Назарбаев с детства знал свою родословную до двенадцатого колена: Абиш (1903—1971), Назарбай, Едил, Кенбаба, Мырзатай, Айдар, Кошек, Карасай, Алтынай, Ескожа, Малды-Ыстык, Шапырашты, Жалманбет, Байдибек. Прямым предком Нурсултана в восьмом колене был Карасай батыр, который в 1640-1680 годах совершил множество подвигов в войне с джунгарами. Дед Нурсултана — Назарбай был бием и по документам Центрального архива Казахстана в 1880-е годы был зажиточным человеком, владел водяной мельницей и «арыком, проведённым к ней 100 сажень длиной». Также Назарбаеву с молодых лет тоже было досконально известно шежере по материнской линии: Альжан (1910—1977), Бухарбай (Бука), Жатканбай, Кенебай, Олжабай, Избасар, Жолай, Тыгыр, Жалмамбет, Жаныс, Дулат.
В книге «Без правых и левых», вышедшей в 1991 году, Назарбаев писал:

В последнее время мода кичиться «пролетарским» происхождением неожиданно сменилась другим поветрием: искать и во что бы то ни стало находить у своих предков «голубую» кровь. Не было её в нашем роду никогда. Я — сын, внук и правнук чабанов, то есть не из дворян.

Родился в семье Абиша и Альжан, которые работали в сфере сельского хозяйства. Происходит из рода Шапрашты Старшего жуза. Отец Нурсултана Назарбаева — Абиш — родился в 1903 году у подножия горы Алатау в семье Назарбая. Абиш Назарбаев скончался в 1971 году. Мать Назарбаева — Альжан — родилась в 1910 году в семье муллы аула Касык Курдайского района Джамбульской области и скончалась в 1977 году. Мать происходит из подрода Бескалмак рода Жаныс племени Дулат.
- Брат — Сатыбалды Назарбаев (1947—1981)[116][117].
- Брат — Болат Назарбаев (1953—2023)[118].
- Сестра — Анипа Назарбаева (род. 1951)[119][120].
- Жена — Сара Назарбаева (род. 1941) — инженер-экономист. Возглавляет международный детский благотворительный фонд «Бөбек» («Малыш»).
- У Назарбаева три дочери:
  - Дарига (род. 1963) — директор Фонда Первого Президента Республики Казахстан (с 2007 года), лидер Республиканской партии «Асар» (2003—2006), депутат Мажилиса (2021—2022) парламента Казахстана, Председатель Сената Парламента (2019—2020), председатель попечительских советов ОЮЛ «Конгресс молодёжи Казахстана» и Астана Опера. Разведена (бывший муж — Р. М. Алиев). Её старший сын Нурали Алиев (род. 1985) работал председателем совета директоров АО «Нурбанк», вице-президентом АО «Банк развития Казахстана», заместителем акима гор. Астаны; женат на Аиде Имашевой, дочери председателя Центральной избирательной комиссии РК Берика Имашева. Второй сын — Айсултан Назарбаев (1990—2020)[121]), футболист, претендент на пост главы Федерации футбола Казахстана; был женат на Алиме Боранбаевой — дочери бизнесмена Кайрата Боранбаева; скончался в 29 лет. По данным СМИ с 2013 года Дарига Назарбаева состоит в гражданском браке с Кайратом Шарипбаевым, председателем правления национальной компании «КазТрансГаз» (2020—2022)[122].
  - Динара (род. 1967) возглавляет Фонд образования имени Н. Назарбаева, крупный акционер Народного банка Казахстана[123]. Муж — бизнесмен Тимур Кулибаев, глава нескольких компаний и холдингов и один из богатейших людей Казахстана.
  - Алия (род. 1980) — общественный деятель, председатель президиума ассоциации экологических организаций Казахстана, руководитель Попечительского Совета Международного центра зелёных технологий и инвестиционных проектов, председатель совета молодёжных трудовых отрядов «Жасыл ел». Первый муж — старший сын президента Киргизии Аскара Акаева Айдар (1998—2001). Второй муж — бизнесмен Данияр Хасенов. Третий муж — Димаш Досанов (с 2015), президент АО «КазТрансОйл» (2016—2022).
- От неофициальной жены — Асель Тлектесовна Исабаева (Курманбаева) (29.10.1980) два сына: Тауман (род. 2005) и Байкен (род. 2008)[124].

## Звания, титулы и награды
Государственные награды Казахстана:
- Народный Герой с вручением знака особого отличия «Золотая звезда» и ордена «Отан» (20 марта 2019 года) — за исторический вклад в создание независимого Казахстана, выдающиеся заслуги в экономическом и социально-гуманитарном развитии страны, консолидации казахстанского общества[125]
- Герой Труда Казахстана с вручением знака особого отличия «Золотая звезда» (20 марта 2019)[126]

Государственные награды СССР:
- Орден Октябрьской Революции
- Медаль «За освоение целинных земель»
- Юбилейная медаль «70 лет Вооружённых Сил СССР»
- Медаль «В ознаменование 100-летия со дня рождения Владимира Ильича Ленина» (1970)
- Орден Трудового Красного Знамени (1972)
- Орден «Знак Почёта» (1972)

12 мая 2010 года депутаты Мажилиса — нижней палаты парламента Казахстана единогласно приняли поправки в пакет законопроектов, наделяющих президента Назарбаева статусом Первого Президента Республики Казахстан — Елбасы. В 2012 году была принята норма, что Первый Президент Республики Казахстан по своему статусу обладает званием Народный герой Казахстана (Халық қаһарманы). В 2023 году Назарбаев был лишён звания «елбасы».
30 мая 2019 года был учреждён статус «Почётный сенатор», который был присвоен первому президенту Казахстана Нурсултану Назарбаеву «за выдающийся вклад в формирование конституционно-правовых основ Республики Казахстан как демократического, светского, правового и социального государства, а также в становление и развитие отечественного парламентаризма». После постановки на утрату закона о первом президенте из регламента сената было исключено звание «Почётный сенатор».
28 апреля 2021 года был присвоен статус почётного председателя Ассамблеи народа Казахстана.

## Отражение в культуре

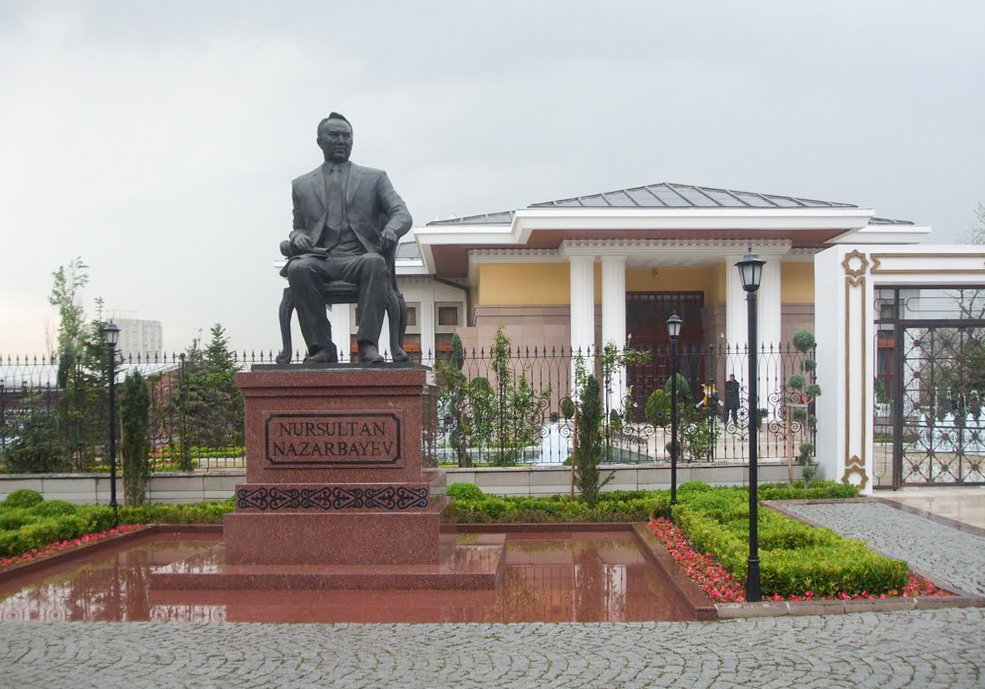
Памятник Нурсултану Назарбаеву в Анкаре

Жизненному пути Нурсултана Назарбаева посвящена киноэпопея «Путь лидера». Первые четыре фильма киноэпопеи — «Небо моего детства» (2011), «Огненная река» (2013), «Железная гора» (2013), «Разрывая замкнутый круг» (2014), рассказывающие о детстве, юношестве и молодости будущего президента, были поставлены казахстанским режиссёром Рустемом Абдрашовым. Роль Назарбаева в детстве сыграл юный актёр Елжас Альпиев, а в юности — Нурлан Алимжанов. Роль бабушки исполнила Бибигуль Тулегенова, роль матери — Наталья Аринбасарова, роль отца — Нуржуман Ихтымбаев. Для съёмок завершающего фильма эпопеи «Так сложились звёзды», охватывающего период 90-х годов, на которые приходятся переломные моменты истории Казахстана и всего постсоветского пространства, был приглашён российский кинорежиссёр Сергей Снежкин, имеющий опыт постановки сложных исторических сериалов. Главную роль в картине «Так сложились звёзды» исполнил Берик Айтжанов.
В сентябре 2011 года на телеканале НТВ вышел фильм режиссёра Александра Мохова «Ельцин. Три дня в августе», где роль Нурсултана Назарбаева исполнил актёр Шерхан Абилов. В ноябре 2011 года в Астане во Дворце мира и согласия состоялась премьера драмы «Терең тамырлар» (глубокие корни) Еркина Жуасбека, посвящённая 20-летию независимости Казахстана, о роли президента в период становления и укрепления независимости Казахстана.
С 2004 года была реализована государственная программа «Мәдени мұра» (культурное наследие), целью которой было восстановление памятников истории и культуры в Казахстане.
Помимо двух крупнейших в Центральной Азии театров — «Астана Опера» и «Астана Балет», в столице Казахстана по инициативе Назарбаева открыта Казахская национальная академия хореографии.
В 2017 году президентом была инициирована программа «Рухани жаңғыру» (духовная модернизация) для сохранения духовных ценностей. Был запланирован поэтапный переход казахского языка на латинскую графику для его интеграцию в мировое пространство. Объекты проекта «Сакральная география Казахстана» стали центрами развития туризма в стране. На казахский язык было переведено 100 современных учебников по истории, политологии, социологии, философии, психологии, культурологии, филологии.
В 2018 году городу Туркестан был присвоен статус областного центра, после чего начался масштабный процесс обновления и развития города, который является древней столицей Казахского ханства и часто называется «духовной столицей тюркского мира». В день подписания указа о создании Туркестанской области Назарбаев провёл совещание и призвал руководителей национальных компаний и представителей крупного бизнеса принять активное участие в строительстве города. В 2021 году Назарбаев посетил новые построенные объекты в Туркестане — аэропорт, караван-сарай и другие, отметив, что за многие годы Туркестан не видел такого возрождения.
18 марта 2019 года заложил первый камень на месте строительства новой центральной мечети в столице — крупнейшей в Казахстане и Центральной Азии. Был инициатором строительства, его поддержали частные инвесторы, из государственного бюджета средства не использовались. 12 августа 2022 года прошло открытие мечети с участием Назарбаева.
В 2020 году по инициативе Назарбаева было возведено новое здание Государственного академического казахского музыкально-драматического театра имени К. Куанышбаева площадью более 22 тыс. м² в Нур-Султане. Во время беседы с журналистами Назарбаев подчеркнул, что с момента переноса столицы мечтал о возведении в городе нового большого здания для казахского драмтеатра.
В 2020—2021 годах на основе эксклюзивного интервью был опубликован цикл «Штрихи к портрету» — многосерийный документальный фильм, посвящённый жизни и деятельности Нурсултана Назарбаева.
В 2021 году вышел документальный фильм «Казах: история золотого человека» режиссёра Игоря Лопатёнка о жизни Назарбаева, в котором в роли интервьюера выступил американский режиссер Оливер Стоун. В 2022 году Центр по исследованию коррупции и организованной преступности опубликовал расследование, согласно которому принадлежащая Назарбаеву благотворительная организация выделила не менее 5 миллионов долларов на производство фильма.

## Книги и научные работы

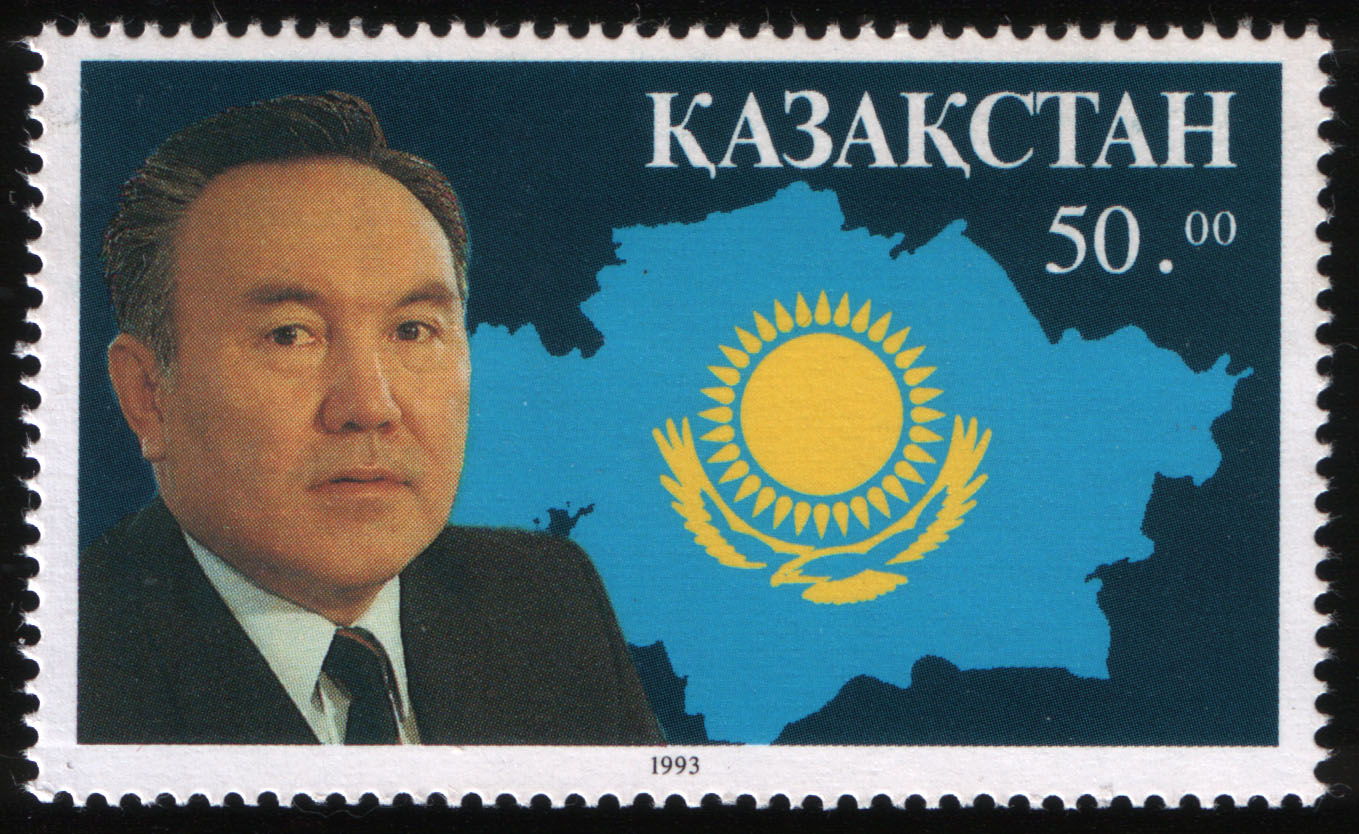
Почтовая марка Казахстана,
1993 год, 50 рублей (Михель 28)

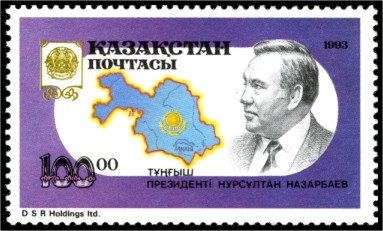
Почтовая марка Казахстана,
1993 год, 100 рублей

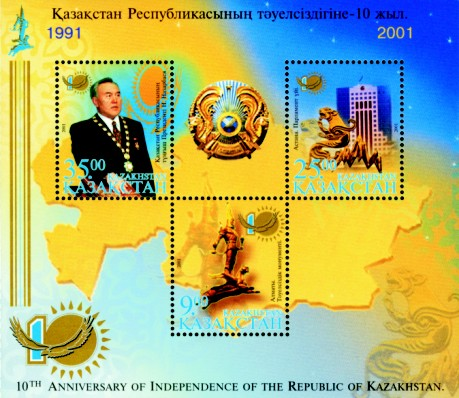
Почтовая марка Казахстана,
2001 год

Назарбаев — доктор экономических наук, тема диссертации «Стратегия ресурсосбережения в условиях становления и развития рыночных отношений». Защита прошла в Российской академии управления (1992) (кандидат экономических наук — в 1990 году).

### Основные работы
- «Казахстанский путь»
- «Стальной профиль Казахстана»
- «Без правых и левых»
- «Стратегия ресурсосбережения и переход к рынку»
- «Кремлёвский тупик»
- «Стратегия становления и развития Казахстана как суверенного государства»
- «Рынок и социально-экономическое развитие»
- «На пороге XXI века»
- «Н. А. Назарбаев. Евразийский союз: идеи, практика, перспективы. 1994—1997»
- «В потоке истории»
- «Эпицентр мира»
- «В сердце Евразии» и др.
- «Эра Независимости» (2017)
- «Моя жизнь: От зависимости к свободе» (2023)

### Статьи
- «Казахстан в новой глобальной реальности: рост, реформы, развитие»
- «Нурлы жол — путь в будущее»
- «Семь граней Великой степи»
- «План нации — Путь к казахстанской мечте»
- «Взгляд в будущее: модернизация общественного сознания»
- «Третья модернизация Казахстана: глобальная конкурентоспособность»
- «Хозяйская расчётливость»
- «Экономика Казахстана: реальность и перспективы обновления»
- «Проблемы разделения труда»
- «Эффект объединений: опыт и проблемы»
- «Условия новые, „тормоза“ старые»
- «Проблемы Приаралья и пути их решения»
- «Terra incognita посттоталитарной демократии»
- «От имперского союза к содружеству независимых государств»
- «Экономическая интеграция — разумной альтернативы нет»
- «Межнациональное единство и экономический суверенитет — главная и надёжная опора нашего продвижения вперёд»
- «Наши ориентиры — консолидация, общественный прогресс, социальное партнёрство»
- «Критическое десятилетие»
- «Об ускорении рыночных преобразований и мерах выхода из экономического кризиса»
- «Евразийское пространство: интеграционный потенциал и его реализация» и др.